# Бертолд VI фон Бюрен
Бертолд VI фон Бюрен (на немски: Bertold VI von Büren; † сл. 1320) от род „фон Бюрен“ е господар на Бюрен във Вестфалия и господар на Вюненберг (1298 – 1300) в район Падерборн в Северен Рейн-Вестфалия, маршал на Вестфалия (1284 – 1320). Споменаван е през 1305 – 1314 г.
Той е вторият син на Бертолд IV фон Бюрен († сл. 1300) и Дидеракция (Дедела) ван Йозеде († сл. 1284), дъщеря на граф Бернхард V фон Йозеде, граф на Падерборн, фогт на Йозеде († 1263) и Регелиндис фон Грове († 1263). Леля му Хелвигис фон Йозеде ((† сл. 1251) е омъжена за Лудолф III, маршал на Падерборн († сл. 1297). Внук е на Бертолд III фон Бюрен 'Млади' († сл. 1270/сл. 1276) и на Отеленда фон Хенгенбах († сл. 1222).
Ок. 1300 г. господарите фон Бюрен основават окрепения град Вюненберг и построяват замък. През 1355 г. замъкът и градът са продадени на църквата на Падерборн.

## Фамилия
Бертолд VI фон Бюрен има седем деца:
- Валрам фон Бюрен († сл. 1351, споменат 1300 – 1358), господар на Вюненберг (1328 – 1338), женен за Елизабет († сл. 1356)
- Бертолд VIII фон Бюрен († между 1 януари 1338 и 28 октомври 1338), маршал на Вестфалия (1333 – 1335), наследява половината от замък Давенсберг, женен за наследничката Гербург фон Давенсберг (спомената 1322 – 1339), дъщеря на Херман фон Давенсберг и Аделхайд фон Рузденберг.
- Хайнрих фон Бюрен, каноник в Мюнстер и Соест (1300 – 1337), пропст в Белеке (1333)
- Алека (спомената 1314)
- Дедела фон Бюрен, абатиса в Гезеке (1328 – напуска 1336)
- Юта фон Бюрен, манастирска дама в Есен (1326 – 1339).
- Катарина фон Бюрен (спомената 1314)
- Дедела фон Бюрен, абатиса в Гезеке (1328 – напуска 1336)
- Юта фон Бюрен, манастирска дама в Есен (1326 – 1339).